# Żaklina
Żaklina – spolszczenie francuskiego imienia Jacqueline, zapisane fonetycznie, które jest żeńskim odpowiednikiem imienia Jakub. Jest również inny żeński odpowiednik tego imienia – Jakubina. Niektórzy błędnie uważają to imię za żeński odpowiednik imienia Jacek (mylnie interpretując francuskie imię Jacques).
Żaklina imieniny obchodzi: 8 lutego, 3 maja, 25 lipca.
Znane osoby noszące imię Żaklina:
- Jacqueline Carey – powieściopisarka
- Jaqueline Maria Pereira de Carvalho – brazylijska siatkarka.
- Jackie Collins – brytyjska pisarka powieści sensacyjno-obyczajowych
- Jackie Joyner-Kersee – amerykańska lekkoatletka
- Jacqueline Kennedy Onasis – pierwsza dama USA w latach 1961-1963, żona prezydenta Johna F. Kennedy’ego i później Arystotelesa Onasisa, greckiego multimilionera. Znana jako Jackie Kennedy lub Jackie Onassis.
- Jacqueline Pascal – poetka i zakonnica, siostra Blaise’a Pascala
- Jacqueline Wilson – pisarka